# Ahmed Ibrahim Ali
Ahmed Ibrahim Ali Ahmed (né le 15 novembre 1970) est un joueur de football international émirati, qui évoluait au poste de milieu de terrain.

## Biographie

### Carrière en sélection
Avec l'équipe des Émirats arabes unis, il joue 8 matchs (pour aucun but inscrit) lors des qualifications de la Coupe du monde 1998. 
Il figure également dans le groupe des sélectionnés lors de la Coupe d'Asie des nations de 1996.
Il dispute enfin la Coupe des confédérations de 1997.

## Palmarès
Émirats arabes unis
- Coupe d'Asie des nations :
  - Finaliste : 1996.